# Tetraroge niger
Tetraroge niger és una espècie de peix pertanyent a la família dels tetrarògids i a l'ordre dels escorpeniformes.

## Etimologia
Tetraroge prové del grec antic tetra (quatre) i roge, -es (fissura, esquerda), mentre que l'epítet llatí niger vol dir "negre".

## Descripció
Fa 13,5 cm de llargària màxima. Posseeix glàndules verinoses a la base d'algunes espines. Espai interorbitari pla, igual o més curt que la longitud de l'ull. Boca una mica obliqua. Sense barbetes sensorials. Espina anterior preorbitari força curta i dirigida cap avall, mentre que la posterior és allargada i esvelta. Origen de l'aleta dorsal per sobre de la part posterior de l'ull. Primera espina dorsal de menys llargària que 1/3 de la segona, la qual és la més llarga de les dorsals. Aletes ventrals més curtes que les pectorals, les quals són tan llargues com el cap sense el musell. Aleta caudal lleugerament arrodonida. Pell del cap i el cos coberta amb papil·les diminutes i arrodonides. La coloració dels espècimens conservats varia del gairebé marró fosc fins al grisós amb taques i punts irregulars. Totes les aletes amb una vora blanca i una franja fosca i subterminal.

## Reproducció
Les femelles poden ésser força fecundes i pondre desenes de milers d'ous.

## Hàbitat i distribució geogràfica
És un peix marí i d'aigües dolces (encara que hi és rar) i salabroses (pot pujar rius amunt fins a 40 km de la costa), amfídrom, demersal i de clima tropical, l'Índia (incloent-hi el llac Chilka i les illes Andaman), Tailàndia, Indonèsia (com ara, Sumatra, Bali, Cèlebes, Seram, Ambon, Tanimbar i Buru), el mar de la Xina Meridional, el mar de Banda,< Papua Nova Guinea, les illes Filipines, Vanuatu i el Japó (les illes Ryukyu).

## Observacions
És verinós per als humans i el seu índex de vulnerabilitat és de baix a moderat (35 de 100).